# Capilla de San Lorenzo (Llagostera)
La capilla de San Lorenzo de Llagostera es una capilla del siglo XI, situada en la cima del Cerro de la Capilla (180 metros) de la comarca catalana del Gironés (provincia de Gerona), está incluida en el Inventario del Patrimonio Arquitectónico de Cataluña, protegida como bien cultural de interés local.

## Descripción
El edificio ha sido muy transformado a lo largo del tiempo. Actualmente presenta planta rectangular, paredes portantes de piedra morterada con sillares de piedra bien cortada en las esquinas y cubierta a dos vertientes. Se conservan los pilares de piedra morterada que sostenían la cubierta de vigas de madera del porche de entrada. Destacamos la puerta con dintel horizontal y moldura igual a la de las jambas. También es notable una ventana conopial con decoraciones esculpidas con forma de estrellas lobuladas de raíz románica. Se conserva la espadaña con la campana de la capilla.

## Historia
La capilla primitiva de San Lorenzo ha sido notablemente alterada al ser adaptada a masía. Se añadió una crujía lateral y se continuó la edificación por su parte posterior y así desapareció el ábside de la iglesia. Hasta su transformación fue la iglesia del vecindario de San Lorenzo.